# Watson Washburn
Watson McLean Washburn, ameriški tenisač, * 13. junij 1894, New York, ZDA, † 2. december 1973, New York.
Watson Washburn se je v posamični konkurenci na turnirjih za Nacionalno prvenstvo ZDA najdlje uvrstil v četrtfinale, v letih 1911, 1912, 1913, 1916 in 1920, kot tudi na turnirju za Prvenstvo Anglije leta 1924. Uspešnejši je bil v konkurenci moških dvojic, kjer se je s partnerjem Richardom Norrisom Williamsom v letih 1921 in 1923 uvrstil v finale turnirja za Nacionalno prvenstvo ZDA ter leta 1924 na Prvenstvu Anglije. Leta 1921 je bil član zmagovite ameriške reprezentance v tekmovanju International Lawn Tennis Challenge. Nastopil je na Olimpijskih igrah 1924, kjer se je v posamični konkurenci uvrstil v četrti krog, med moškimi dvojicami pa v četrtfinale. Leta 1965 je bil sprejet v Mednarodni teniški hram slavnih.

## Finali Grand Slamov

### Moške dvojice (3)

#### Porazi (3)
| Leto | Turnir                       | Partner                 | Nasprotnika v finalu          | Rezultat finala          |
| 1921 | Nacionalno prvenstvo ZDA     | Richard Norris Williams | Vincent Richards Bill Tilden  | 11–13, 10–12, 1–6        |
| 1923 | Nacionalno prvenstvo ZDA (2) | Richard Norris Williams | Brian Norton Bill Tilden      | 6–3, 2–6, 3–6, 7–5, 2–6  |
| 1924 | Prvenstvo Anglije            | Richard Norris Williams | Frank Hunter Vincent Richards | 3–6, 6–3, 10–8, 6–8, 3–6 |